# 運転手の恋
『運転手の恋』（うんてんしゅのこい、運転手之戀、英題:The Cabbie）は2000年の台湾映画である。2003年6月28日に日本で劇場公開された。

## 概説
宮沢りえが台湾に渡った際に撮ったラブコメディ映画である。ビデオのパッケージでは宮沢りえがいかにも主演という扱いだが、実際はそれほど大きい役ではなく、台詞も現地の声優による吹き替えである。

## 内容
主人公アチュアンは父親の運営する台北のタクシー会社で運転手をやっている平凡な男だが、母親は死体処理の仕事柄ホルマリン漬けが趣味であり、妹は爆弾オタクという変わり者の家族を抱えている。そんなある日交通の取り締まりをしている美人の婦人警官のジンウェン（宮沢りえ）に一惚れをしてしまう。アチュアンは彼女の気を惹こうとある行動に出るが…。

## スタッフ
- 製作・監督：チャン・ホアクン
- 脚本：スー・チャオビン
- 撮影：ツァイ・チェンタイ
- 音楽：ロオ・ダーヨウ

## キャスト
- 宮沢りえ
- チゥ・チョンハン
- タイパオ
- チェン・シュウイン
- ツァイ・ツァンダオ